# Ghost Force
Ghost Force (hangeul : 출동! 고스트 파워 ; RR : Chuldong! Goseuteu pawo!) est une série d'animation franco-coréenne en 52 épisodes (+ 2 spéciaux de 22 et 44 minutes) de 11 minutes, créée et produite par Jérémy Zag.
En France, la série est diffusée à partir du 28 août 2021 sur TF1 dans TFOU.

## Synopsis
Andy, Liv et Mike sont trois collégiens qui concilient en secrets vie scolaire et chasse aux fantômes, formant le groupe Ghost Force. Grâce à l'aide de leur mentor Miss Jones, une brillante scientifique, et d'une intelligence artificielle nommée Glowboo, ces super-héros combattent les fantômes de la ville de New-York. Se nourrissant de la peur des habitants, le groupe se transforme en tant que Fury, Myst et Krush avec des pouvoirs chargés en énergie fantôme afin de les arrêter.

## Personnages
- Andy Baker
- Liv Baker
- Mike Collins

## Distribution

### Voix françaises
- Enzo Ratsito : Andy/Fury
- Hervé Grull : Mike/Krush
- Laure Filiu : Liv/Myst
- Marie Diot
- Fred Colas
- Emmanuel Garijo

Version française :
- Société de doublage : Audi'Art Dub
- Direction artistique : Olivia Luccioni
- Adaptation des dialogues : Séverine Bordier

## Production
Fin 2022, la série a été renouvelée pour une deuxième saison[source secondaire nécessaire].

### Fiche technique
- Titre original : Ghost Force
- Création : Jérémy Zag
- Réalisation : Karim El Mokadem
- Bible littéraire : Jérémy Zag, Sébastien Thibaudau, Pascal Boutboul
- Directeur d’écriture :Pierre Doublier
- Bible Graphique : Jérôme Cointre, Natanaël Bronn, Romain Sirech
- Musique : Zag Records, Une Musique (TF1)
  - Générique d'ouverture : Jérémy Zag et Noam Kaniel (interprète)
- Direction artistique : Timothee Sadowski
- Production : Jérémy Zag, Hermeline Vincent Nakache (exécutive), Pascal Boutboul (artistique)
- Sociétés de production : ZagToon Studios, KidsMe S.R.L
- Sociétés de distribution : ZagToon
- Pays de production :  France
- Langue originale : français
- Format : couleur - HDTV - 16/9 - son stéréo
- Genre : aventure
- Nombre de saisons : 1
- Nombre d'épisodes : 52
- Durée : 11 minutes
- Dates de première diffusion :
  - Israël : 25 juillet 2021[3]
  - France : 28 août 2021 (TF1 / Tfou)
9 janvier 2023 (Disney Channel)[4],[5]
  - Allemagne : 20 septembre 2021[6]
  - Espagne : 2 octobre 2021[7]
  - Portugal : 2 octobre 2021[8]
  - États-Unis : 4 octobre 2021 (Disney XD)[9]
1er novembre 2021 (Disney Channel)
  - Russie, Danemark, Suède, Norvège : 18 octobre 2021
  - Turquie : 15 novembre 2021
  - Afrique : 6 décembre 2021
  - Amérique latine : 6 décembre 2021
  - Brésil : 12 décembre 2021
  - Pays-Bas, Belgique : 10 janvier 2022
  - Japon : 7 février 2022
  - Bulgarie, Pologne, Roumanie, Hongrie, République tchèque : 28 février 2022
  - Catalogne : 11 avril 2022
  - Royaume-Uni, Irlande, Italie : 13 avril 2022

## Épisodes

### Saison 1 (2021-2023)
| No | #       | Titre français | Diffusion française | Code de production |
| -- | ------- | -------------- | ------------------- | ------------------ |
| 1  | 1       | Bananice       | 6 novembre 2021     | 101                |
| 2  | 2       | Grordure       | 4 septembre 2021    | 102                |
| 3  | 3       | Pharaok        | 28 août 2021        | 103                |
| 4  | 4       | Mizuo          | 13 novembre 2021    | 104                |
| 5  | 5       | Zipzap         | 9 octobre 2021      | 105                |
| 6  | 6       | Mikroo         | 28 août 2021        | 106                |
| 7  | 7       | Requinox       | 18 septembre 2021   | 107                |
| 8  | 8       | Mastaar        | 11 septembre 2021   | 108                |
| 9  | 9       | Arakgum        | 30 octobre 2021     | 109                |
| 10 | 10      | Artiflamme     | 2 octobre 2021      | 110                |
| 11 | 11      | Xhypno         | 20 novembre 2021    | 111                |
| 12 | 12      | Sporofungus    | 25 septembre 2021   | 112                |
| 13 | 13      | Krik-Krok      | 25 septembre 2021   | 113                |
| 14 | 14      | Burghorreur    | 16 octobre 2021     | 114                |
| 15 | 15      | Raijin         | 4 septembre 2021    | 115                |
| 16 | 16      | Chronoklok     | 11 septembre 2021   | 116                |
| 17 | 17      | Katastroph     | 18 septembre 2021   | 117                |
| 18 | 18      | Jellystery     | 23 octobre 2021     | 118                |
| 19 | 19      | Vochaos        | 27 novembre 2021    | 119                |
| 20 | 20      | Agia           | 4 décembre 2021     | 120                |
| 21 | 21      | Cyclopee       | 11 décembre 2021    | 121                |
| 22 | 22      | Cartomage      | 18 décembre 2021    | 122                |
| 23 | 23      | Frouskimous    | 23 janvier 2022     | 123                |
| 24 | 24      | Glougloux      | 16 janvier 2022     | 124                |
| 25 | 25      | Gratouille     | 6 février 2022      | 125                |
| 26 | 26      | Cripop         | 9 janvier 2022      | 126                |
| 27 | 27      | Somnibou       | 30 janvier 2022     | 127                |
| 28 | 28      | Filaffreux     | 20 février 2022     | 128                |
| 29 | 29      | Méta&Lix       | 6 mars 2022         | 129                |
| 30 | 30      | Cookieflamme   | 13 février 2022     | 130                |
| 31 | 31      | Graffurious    | 28 août 2022        | 131                |
| 32 | 32      | Lévisfer       | 2 octobre 2022      | 132                |
| 33 | 33      | Paniclick      | 27 février 2022     | 133                |
| 34 | 34      | Sablirok       | 28 août 2022        | 134                |
| 35 | 35      | Hypnolion      | 4 septembre 2022    | 135                |
| 36 | 36      | Gredingue      | 6 novembre 2022     | 136                |
| 37 | 37      | Gumglue        | 4 septembre 2022    | 137                |
| 38 | 38      | Scorpod        | 18 septembre 2022   | 138                |
| 39 | 39      | Turbokorn      | 18 septembre 2022   | 139                |
| 40 | 40      | Biballoon      | 2 novembre 2022     | 140                |
| 41 | 41      | Mascarade      | 11 septembre 2022   | 141                |
| 42 | 42      | Nocturne       | 30 octobre 2022     | 142                |
| 43 | 43      | Préhistorrible | 24 octobre 2022     | 143                |
| 44 | 44      | Chaorion       | 2 octobre 2022      | 144                |
| 45 | 45      | Piraniak       | 25 octobre 2022     | 145                |
| 46 | 46      | Dinozos        | 26 octobre 2022     | 146                |
| 47 | 47      | Dunky Boss     | 27 octobre 2022     | 147                |
| 48 | 48      | Epouvanterre   | 25 septembre 2022   | 148                |
| 49 | 49      | Gloupsijack    | 13 novembre 2022    | 149                |
| 50 | 50      | Kaboum         | 28 octobre 2022     | 150                |
| 51 | 51      | Ninjaki        | 1er novembre 2022   | 151                |
| 52 | 52      | Criangle       | 11 septembre 2022   | 152                |
| 53 | Spécial | Fichtrouille   | 31 octobre 2022     | 153                |
| 54 | Spécial | Panikokado     | 15 décembre 2023    | 154                |
| 55 | 55      | Torteress      |                     |                    |
| 56 | 56      | Piktoo         |                     |                    |
| 57 | 57      | Confiterreur   |                     |                    |
| 58 | 58      | Rosamour       |                     |                    |
|    |         |                |                     |                    |